# Meria tripunctata
Meria tripunctata is een vliesvleugelig insect uit de familie Thynnidae. De wetenschappelijke naam van de soort is voor het eerst geldig gepubliceerd in 1790 door Rossi.